# Премія «Золота дзиґа» за найкращий ігровий короткометражний фільм
Премія «Золота дзиґа» за найкращий короткометражний ігровий фільм — одна з кінематографічних нагород, яку надає Українська кіноакадемія в рамках Національної кінопремії «Золота дзиґа». Її присуджують найкращому документальному фільму українського виробництва починаючи з церемонії Першої національної кінопремії 2017 року.
Першим переможцем у цій номінації став фільм «Кров'янка» режисера Аркадія Непиталюка. Премію на церемонії Першої національної кінопремії, що відбулася 20 квітня 2017 року вручили фільму член Наглядової ради, артдиректор Української кіноакадемії Алік Шпилюк та член Наглядової ради Української кіноакадемії, генеральний продюсер Одеського міжнародного кінофестивалю Юлія Сінькевич.

## Переможці та номінанти
Нижче наведено список фільмів, які отримали цю премію, а також номінанти. ★ Імена переможців виділені окремим кольором

## 2010-ті
| Церемонії   | Назва фільму                       | Режисер(и)               | Продюсер(и)                                                                        |
| ----------- | ---------------------------------- | ------------------------ | ---------------------------------------------------------------------------------- |
| 1-ша (2017) | ★ «Кров'янка»                      | Аркадій Непиталюк        | Максим Асадчий                                                                     |
| 1-ша (2017) | • «Ґолден лав»                     | Павло Остріков           | Юрій Мінзянов                                                                      |
| 1-ша (2017) | • «Цвях»                           | Філіп Сотниченко         | Валерія Сочивець                                                                   |
| 2-га (2018) | ★ «Випуск'97»                      | Павло Остріков           |                                                                                    |
| 2-га (2018) | • «Бузок»                          | Катерина Горностай       |                                                                                    |
| 2-га (2018) | • «Технічна перерва»               | Філіп Сотниченко         |                                                                                    |
| 3-тя (2019) | ★ «Mia Donna»                      | Павло Остріков           | Юрій Мінзянов                                                                      |
| 3-тя (2019) | • «В радості, тільки в радості...» | Марина Рощина            | Поліна Герман (Бушинська)                                                          |
| 3-тя (2019) | • «Штангіст»                       | Дмитро Сухолиткий-Собчук | Єва Ястржебська, Валентин Васянович, Конрад Стефаняк                               |
| 4-та (2020) | ★ «У нашій синагозі»               | Іван Орленко             | Олена Єршова, Яна Краль                                                            |
| 4-та (2020) | • «Анна»                           | Олесь Санін              | Андрій Різоль                                                                      |
| 4-та (2020) | • «Знебарвлена»                    | Марина Степанська        | Дар'я Бассель, Наталія Лібет, Віталій Шереметьєв, Марина Степанська, Сергій Зленко |
| 4-та (2020) | • «Solitude»                       | Єлизавета Сміт           | Олександр Фоменко                                                                  |

## 2020-ті
| Церемонії    | Назва фільму              | Режисер(и)                                         | Продюсер(и)                                             |
| ------------ | ------------------------- | -------------------------------------------------- | ------------------------------------------------------- |
| 5-та (2021)  | ★ «Бульмастиф»            | Анастасія Буковська                                | Данило Каптюх, Микита Буковський, Анастасія Буковська   |
| 5-та (2021)  | • «ІНО»                   | Віктор Романюк                                     | Андрій Різоль, Аліна Краснянська                        |
| 5-та (2021)  | • «Схрон»                 | Оксана Войтенко                                    | Юрій Мінзянов, Катерина Банах                           |
| 2022         | не проводилась            | не проводилась                                     | не проводилась                                          |
| 6-та (2022)* | ★ «Папині кросівки»       | Ольга Журба                                        | Максим Асадчий й Олександр Чубко                        |
| 6-та (2022)* | • «Leopolis night»        | Нікон Романченко                                   | Катерина Горностай                                      |
| 6-та (2022)* | • «Оператор Вікторія»     | Анна Яценко                                        | Володимир Яценко                                        |
| 6-та (2022)* | • «Пелюшковий торт»       | Анастасія Бабенко                                  | Ельміра Асадова-Оєторо, Марія Пономарьова               |
| 6-та (2022)* | • «Фаза»                  | Микола Засєєв                                      | Наталія Лібет, Віталій Шереметьєв, Олександра Кравченко |
| 7-ма (2023)  | ★ «ГКЧП»                  | Аркадій Непиталюк                                  | Анастасія Буковська                                     |
| 7-ма (2023)  | • «Джордан'96»            | Катерина Лесик                                     | Володимир Яценко, Анна Яценко                           |
| 7-ма (2023)  | • «Згасаюче світло»       | Іван Орленко                                       | Олександр Омелянов                                      |
| 7-ма (2023)  | • «Поки тут тихо»         | Новруз Хікмет, Олена Подолянко                     | Віктор Шевченко                                         |
| 7-ма (2023)  | • «Це побачення»          | Надія Парфан                                       | Ілля Гладштейн, Ірина Ковальчук                         |
| 8-ма (2024)  | ★ «Жива»                  | Владлен Одуденко                                   | Валентин Васянович, Володимир Яценко, Анна Яценко       |
| 8-ма (2024)  | • «Велика маленька війна» | Мирослав Латик                                     | Оксана Іванюк, Мирослав Латик                           |
| 8-ма (2024)  | • «Як це було»            | Анастасія Солоневич, Дамʼян Коцур (не номінується) | Піотр Стечек (не номінується)                           |